# Bob Law
Bob Law (Brentford, 22 januari 1934 – Penzance, 17 april 2004) was een Engelse schilder en beeldhouwer. Hij geldt, samen met William Turnbull, als een van de grondleggers van de Britse minimal art. Law was een zeer productief kunstenaar, maar had tegelijkertijd twijfels over de houdbaarheid en de betekenis van de abstracte kunst op langere termijn.

## Levensloop en werk
Bob Law groeide op in Brentford in het Engelse graafschap Middlesex, sinds 1965 onderdeel van Groot-Londen. Op zijn vijftiende verliet hij zijn middelbare school en ging in de leer bij een architect. Na zijn militaire diensttijd verdiende hij vanaf 1954 enige tijd de kost als timmerman. In 1957, op 23-jarige leeftijd verhuisde hij naar St. Ives in het graafschap Cornwall, destijds een trefpunt voor kunstenaars (onder anderen Barbara Hepworth, Patrick Heron, Trevor Bell, Peter Lanyon en Ben Nicholson). Hier werkte hij als kunstschilder en pottenbakker. Geïnspireerd door het landschap, ontstonden op papier minimalistische aquarellen met ogenschijnlijk eenvoudige lijnen en vormen. Eind jaren 1950 werd hij met name sterk beïnvloed door het werk van Peter Lanyon en Ben Nicholson. Daarnaast onderging hij de invloed van Amerikaanse colorfieldschilders, zoals Mark Rothko en Barnett Newman, vooral nadat hij in 1959 hun werk in de Tate Gallery had gezien.
In 1960 verliet hij Cornwall. Hij begon vervolgens aan een serie zwarte schilderijen (in werkelijkheid verschillende combinaties van donkere kleuren). In 1974 vond een tentoonstelling van deze werken plaats in The Museum of Modern Art in Oxford. In de jaren 1970 richtte hij zich tevens op beeldhouwwerk.
Vanaf 1997 tot aan zijn dood in 2004 woonde hij weer in het westelijk deel van Cornwall.

## Overzichtswerk
In 2009, vijf jaar na zijn dood, verscheen bij de uitgever van kunstboeken Ridinghouse een overzichtswerk, Bob Law: A Retrospective. Het boek is een veelomvattende monografie over de kunstenaar, zijn ontwikkeling en zijn werk. Het boek bevat essays en interviews door zes kunsthistorici (Anna Lovatt, Jo Melvin, Anthony Bond, David Batchelor, Richard Cork en Giuseppe Panza), en daarnaast circa 300 illustraties van zijn schilderijen, tekeningen en sculpturen.

## Openbare collecties
Werk van Bob Law bevindt zich in diverse museale collecties, onder andere Tate Gallery, British Museum, Solomon R. Guggenheim Museum, Art Gallery of New South Wales, Museum Sztuki en Stedelijk Museum Amsterdam.